# Колфакс
Вижте пояснителната страница за други значения на Колфакс.
Колфакс (на английски: Colfax) е град в окръг Уитман, щата Вашингтон, САЩ. Колфакс е с население от 2844 жители (2000) и обща площ от 4,3 km². Намира се на 601 m надморска височина. ЗИП кодът му е 99111, а телефонният му код е 509.